# Onilahy
Onilahy – rzeka w południowej części Madagaskaru, przepływająca przez prowincję Toliara. Rzeka wypływa ze wzgórz na wschód od miasta Betroka i płynie w kierunku zachodnim, w górnym biegu wygięta szerokim łukiem ku północy, aż do ujścia na Kanale Mozambickim, w pobliżu miasta Saint-Augustin.
Rzeka liczy 340 km długości, a powierzchnia jej dorzecza – 28 000 km².